# Hamster (Software)
Hamster ist ein schlanker, einfach konfigurierbarer News- und E-Mail-Server für Windowssysteme.
Hamster wurde als lokaler Server für Einzelplatzinstallationen oder lokale Netzwerke entwickelt, wo seine Aufgabe darin besteht, News und Mails von mehreren Servern einzusammeln (zu „hamstern“) und sortiert in lokalen Mailboxen bzw. Newsgruppen bereitzustellen. Das erleichtert zum Beispiel die Arbeit mit Clients, die nur auf einen einzigen Server als Uplink ausgelegt sind; diese müssen dann nur mit Hamster kommunizieren.
Mails an lokale Empfänger innerhalb der Hamster-Installation werden ohne Umweg über das Internet direkt zugestellt, was bei schmalbandigen Verbindungen Übertragungskapazität einspart. Zudem bietet Hamster vielfältige Funktionen zum Filtern und Vorsortieren von Nachrichten.

## Geschichte
Der ursprüngliche Hamster wurde von Jürgen Haible entwickelt. Aus seinem im Jahr 2000 unter der MIT-Lizenz als freie Software veröffentlichten Quellcode entwickelt ein Programmierteam unter Thomas G. Liesner die als Hamster Classic bezeichnete Version weiter. Die letzten Aktualisierungen mit z. T. wichtigen Erweiterungen stammen von Alfred Peters und sind als „Beta“ gekennzeichnet. Die aktuelle Version ist die 2.1.0.1547 mit erneuerter Hilfe-Datei sowie weiteren kleineren Verbesserungen und wurde am 23. Oktober 2022 veröffentlicht.
Jürgen Haible entwickelte bis 2006 die Version Hamster Playground. Diese und ihre Unterschiede zum Hamster Classic sind nur noch im Internet-Archiv zu finden. Bei grundsätzlich ähnlicher Funktionalität unterscheiden sie sich in Konfiguration und Anwendung erheblich.

## Verbreitung
Neben unterschiedlichen Download-Quellen im Netz wurde Hamster ab Dezember 2000 mehrmals in die c’t-Heftbeilage aufgenommen.

## Usenet-Hierarchie
Im Mai 2000 wurde versucht, für den zunehmenden Kommunikationsbedarf eine Newsgroup zum Thema Hamster im deutschsprachigen Usenet einzurichten. Da die in Frage kommende Hierarchie de.comm.software.* sich jedoch gerade in einem langwierigen Reorganisationsprozess befand, konnte dieser Wunsch nicht zügig umgesetzt werden. Als Abhilfe wurde zunächst als Übergangslösung auf einem separaten Newsserver die vollkommen neue Toplevel-Hierarchie hamster.* für Diskussionen über die Software errichtet. Als netzseitige Server-Software diente dabei anfangs sogar ein Hamster, obwohl er als vorwiegend lokaler Server dafür gar nicht gedacht ist.
Die hamster-Hierarchie wurde wegen großer Nachfrage nach und nach auch auf den großen Usenet-Servern aufgelegt. Derzeit werden dort Gruppen in deutscher, englischer, französischer und italienischer Sprache angeboten.